# Morální teologie
Morální teologie (latinsky theologia moralis nebo theologia morum) je zejména v katolické církvi používané označení pro disciplínu teologie, zabývající se jednáním a praktickým životem jednotlivců z hlediska etiky v kontextu křesťanské víry. V protestantismu se hovoří spíše o teologické etice. Pojem theologia moralis je již od 12. století běžné označení pro teologické zpracování otázek morálky. Vyčlenění morální teologie jako samostatné disciplíny však probíhalo jen postupně. Vedle výzkumu individuální etiky se termín morální teologie objevuje i jako střešní pojem pro celkovou reflexi etiky v teologii.